# Uwe Westermann
Uwe Westermann (* 31. Oktober 1968 in Gütersloh) ist ein ehemaliger deutscher Fußballspieler.

## Werdegang
Der Stürmer Uwe Westermann begann seine Karriere beim FC Gütersloh und wechselte im Sommer 1989 zum Zweitligaaufsteiger Preußen Münster. Westermann gab sein Profidebüt am 6. August 1989 beim 1:1 von Münster gegen den KSV Hessen Kassel. Nach acht Zweitligaspielen und einem Tor verließ Westermann Münster am Saisonende und schloss sich dem SC Verl an. In der Saison 1991/92 war er mit 19 Saisontoren Torschützenkönig der Oberliga Westfalen. 1993 kehrte Westermann zum FC Gütersloh zurück und verpasste mit seiner Mannschaft ein Jahr später die Qualifikation für die neu geschaffene Regionalliga West/Südwest. Westermann wechselte daraufhin zum TuS Ahlen, mit dem er zweimal in Folge bis in die Regionalliga aufstieg, bevor er 1996 seine Karriere beendete. Heute arbeitet Westermann in Leverkusen als Personal Trainer.